# Nazgûlok
A nazgûlok (vagy gyűrűlidércek, Úlairi, a Kilenc(ek), Fekete Lovasok) J. R. R. Tolkien angol író A Gyűrűk Ura című regényének és kapcsolódó történeteinek szereplői, Középfölde világának lakói. Hajdan az emberek kilenc királyságának uralkodói voltak, akiknek a Gyűrűk Ura, Sauron egyet-egyet adott a Hatalom Gyűrűiből, melyeket Celebrimbor tündekováccsal készített. Kapzsiságukban mindannyian elfogadták a gyűrűket és egytől egyig a Sötét Úr szolgái lettek, aki különleges képességekkel ruházta fel őket. Se nem élők, se nem holtak, Szauron hatalmának eredményei, hiszen képes a nekromanciára, tehát a holtak irányítására. Vezetőjük az angmari boszorkánykirály, Szauron leghalálosabb szolgája, Minas Morgul ura.

## Tulajdonságaik
A lidércek a halandó szemnek láthatatlanok, de jelenlétük a közelséggel arányosan kellemetlen érzéseket (hidegség, félelem, rossz előérzetek, vészreakció) ébreszt a halandókban. Hasonlóan, a lidércek is messzebbről érzékelik a halandókat, minthogy látnák őket. A gyűrűlidércek látása rendkívül gyenge, erős napfényben (hasonlóan Mordor egyéb szolgáihoz) teljesen megvakulnak, de szaglásuk és hallásuk sokkal jobb, mint a halandóké; s a vér szagára – melyet kívánnak és gyűlölnek – különösen érzékenyek.
Mágikus képességeikkel a gyűrűlidércek a végletekig fokozni tudják az őket kísérő kellemetlen érzéseket, halandó áldozataik lelkét a teljes bénultságba, súlyosabb esetben beteges sötétségbe taszítva; az  áldozat ebben a stádiumban teljesen kábult, eszméletét veszti, sötét lidércálmokat lát; sokszor félrebeszél, gyakorta meg is hal. Ezt a jelenséget Fekete Leheletnek, Fekete Kórnak nevezik.
A nazgûlok nagy távolságú kommunikációra jellegzetes, kiáltásokból, rikoltásokból álló nyelvet használnak, mely önmagában is félelmet kelt. Egymás között a Fekete Beszédet használják. Szükség esetén azonban képesek a Közös Nyelven is kommunikálni. Negatív érzelmeik, mint a gyűlölet, rosszindulat, gúny, rendkívül erősek, s hatásosan képesek a gyengébb akaratú halandókat ezek hatása alá vonni, fenyegetéssel, de megvesztegetéssel is.
A lidércek szellemek, tulajdonképp félig-meddig halottak, de az Egy Gyűrűtől és az azt uraló Saurontól létüket fenntartó erőt, sőt emberfeletti hatalmat nyernek, már csak ezért is gyakorlatilag lehetetlen olyan módszerekkel elpusztítani őket (kard, nyíl és más kézifegyverek, ill. vízbefojtás), amilyenek a halandók esetében jól beválnak (bár volt utóbbira is példa, a Harmadkor végi Gyűrűháborúban vezérüket karddal szúrták le a Pelennor mezei csatában, ld. lentebb). Az a nem teljesen evilági matéria, ami őket alkotja, a hirtelen belé hatoló normál anyagot annihilálja, ezért a gyűrűlidércekbe szúrt kard vagy más szúróeszköz azonnal megsemmisül.
Hogy látható alakjuk legyen, a nazgûlok fekete, csuklyás köpenyt, kesztyűt és csizmát viselnek. Fegyvereik a kard és a mágikus Morgul-tőr. Kiváló, roppant félelmetes, de félelmet nem ismerő harcosok (elpusztításukat ez is nehezíti). Hátasállataik eleinte fekete lovak, emiatt a hobbitok Fekete Lovasokként emlegetik őket. Később óriási szárnyas bestiákra (az eredeti angolban: fellbeast) cserélik lovaikat.

## Történetük
A kilenc gyűrűlidérc mindegyike ember volt egykor. Ők voltak Középfölde azon egykori királyai és hatalmasai, akik a Másodkorban uralkodtak, és akiket a gonosz szellem, Sauron, a Középfölde egyeduralmára törő Sötét Úr meg tudott nyerni céljainak. Sauron „alázata” jeleként ajándékozta nekik az eregioni tünde-kovácsoktól rabolt Kilenc Gyűrűt a Hatalom Gyűrűi közül. A Boszorkánykirály kapta meg a kilenc gyűrű közül az elsőt. Saruman könyvtárából előkerült egy írás, mely szerint az embereknek ajándékozott gyűrűk ezüstből készültek, és egyetlen borostyánkő díszítette őket. A nazgûlok gyűrűi valahogy összezsugorodtak, kövük pedig vérvörösen világított. Valamennyi lidérc közül csak a Boszorkánykirály viselt ezüstből és aranyból készült gyűrűt, melynek köve megőrizte sárga színét. E gyűrűk hatalmat és különleges képességeket biztosítottak nekik, de előbb-utóbb mind az Egy Gyűrű, és azon keresztül Szauron irányítása alá kerültek. Végül a gyűrűk folyamatos viselésének eredményeképp örökre az árnyak birodalmába távoztak: láthatatlanná váltak mindenki, kivéve az Egy Gyűrű viselője számára, átkerülve abba a világba, ahol nem teljesen a fizikai világ törvényei érvényesülnek: eleven lidérccé, Sauronhoz sok tekintetben hasonló, de nála csekélyebb erejű gonosz szellemmé váltak, akik se nem élők, se nem holtak.
A gyűrűlidércekké lett királyokról keveset tudunk a Sauron rabszolgájává válásuk előttről. A Gyűrű keresése című posztumusz Tolkien-kiadványból nem sokkal több derül ki annál, mint hogy Tolkien egy időben Khamûlnak keresztelte el vezetőjüket, A Gyűrűk Ura és A szilmarilok csak annyit közöl róluk, hogy a Másodkorban középföldi ember-királyok voltak. Úgy tartják, hogy a nazgûlok közül három a númenori faj képviselője volt, amíg meg nem rontotta őket a Sauron hatalma. Feltűnésük a másodkor 23. századának közepére tehető; uruk 3441. évi veresége után hosszú időre eltűntek, és csak a harmadkor 1300. éve körül bukkantak fel újra, amikor vezetőjük, az Angmari Boszorkánykirály, a leghatalmasabb közöttük, megszerezte Angmart. Angmarból beavatkozott az Arnort három királyságra osztó trónviszályba, és befolyását kiterjesztette az északkeleti Rhudaurra; Cardolan és Arthedain azonban sikerrel ellenállt neki a lindoni tündék segítségével. 
A Boszorkánykirály 1409-ben indított nagy támadást a három arnori utódállam ellen: bevette és lerombolta Amon Sûlt (Széltetőt), és elpusztította az északkeleti Rhudaurt. Az arthedaini és cardolani seregek Fornostnál megállították az előretörését, de az utolsó cardolani fejedelem is elesett. Ezután évszázadokig a lindoni és Elrond által küldött lórieni tündék szorították vissza a gyűrűlidércek urának hatalmát. Angmar az idők folyamán megerősödött, és 1974-ben lerohanta Arnor maradékát, ami Fornost bevételével megsemmisített, de a következő évben a fornosti csatában Earnur gondori királyfi Círdannal szövetségben vereséget mért rá, és a Ködhegység peremén fekvő Ettenszíkig üldözte. A boszorkányúr Mordorba menekült, ahol összegyűjtötte a többi gyűrűlidércet.
A nazgûlok serege 2000-ben a Cirith Ungol hágón át Mordorból lerohanta Minas Ithilt, amit 2002-ben el is foglalt – a benne lévő palantírt is zsákmányul ejtették. Minas Ithilt ettől kezdve Minas Morgulként ismerték. Minas Morgul birtokában a boszorkányúr kihívást intézett 2043-ban az akkor Gondor trónjára lépő hajdani legyőzője, Earnur ellen, aki csak másodjára, 2050-ben állt kötélnek, és nem is tért vissza a párviadalból. Ettől kezdve a gyűrűlidércek uralták a tornyot Szauron végső pusztulásáig, bár pontos szerepük az elkövetkező idők harcaiban nem ismert. Legközelebb akkor hallani róluk, miután Szauron visszatért Mordorba; ezután hármójuk vezette a Dol Goldurt visszafoglaló sereget 2951-ben. 3018-ban mindannyian rész vettek az Egy Gyűrű és viselője, Zsákos Frodó keresésében, akit Széltetőn meg is sebesítettek, ám Völgyzugoly határán az Elrond és Gandalf parancsainak engedelmeskedő Bruinen folyó árja elmosta őket, elpusztítva hátasaikat.
A Gyűrű-háborúban a nazgûlok már nem lovakon, hanem hatalmas, szárnyas démonokon repülve vettek részt; vezetőjük, a Boszorkánykirály volt a Minas Tirith-t sikertelenül ostromló mordori sereg főparancsnoka, és az ő kezétől vesztette életét Théoden rohani király. A gyűrűlidércek vezetőjének korábban megjósolták, hogy nem emberkéz (férfikéz) fog végezni vele. Ez végül igaz is lett, mert nem ember (férfi), hanem egy nő, Éowyn, Rohan hercegnője győzte le egy hobbit, Borbak Trufiádok segítségével. A többi gyűrűlidérc követte a Mordor kapujához vonuló seregeket, és részt vett a morannoni csatában; amikor azonban Frodó elpusztította az Egy Gyűrűt, a Hatalom Gyűrűi is erejüket vesztették, a nazgûlok pedig megsemmisültek.

## Külső hivatkozások
- A Boszorkányúr életrajza (angolul)
- A nazgûlok (angolul)